# The Sylvester and Tweety Mysteries
The Sylvester and Tweety Mysteries is een Amerikaanse animatieserie geproduceerd door Warner Bros. Animation, welke van 1995 tot 2001 te zien was. De serie telt 53 afleveringen.

## Plot
De serie draait om de Looney Tunes-personages Tweety, Sylvester, en hun eigenaar Granny. Samen worden ze in elke aflevering geconfronteerd met een mysterie, dat ze vervolgens proberen op te lossen. Ondertussen probeert Sylvester nog altijd Tweety te verslinden. Tweety wordt echter beschermd door Granny en Hector, een grijze bulldog.

## Achtergrond
Het eerste seizoen van de serie werd opgedragen ter nagedachtenis aan Friz Freleng, die in 1995 overleed. Dit seizoen bevat ook afleveringen met maar 1 mysterie per aflevering. In de latere seizoenen komen steeds 2 mysteries per aflevering aan bod.
Veel andere Looney Tunes-personages hebben gastrollen in een of meer afleveringen, zoals Daffy Duck, Yosemite Sam, Elmer Fudd, Tasmanian Devil, Pepé Le Pew, Beaky Buzzard, Babbit en Catstello, Hubie en Bertie, Heks Hazel, Michigan J. Frog, Rocky en Mugsy, Marvin the Martian, Hippety Hopper, Gossamer, Count Blood Count, en Cool Cat.
De laatste aflevering van de serie is uniek omdat Sylvester er hier na jaren proberen eindelijk in slaagt Tweety te vangen. Deze aflevering was niet te zien op Kids’ WB, maar wel op Cartoon Network.

## Stemmen
- Joe Alaskey – Sylvester, Tweety, Daffy Duck, Yosemite Sam, Beaky Buzzard, Hubie, Mugsy, Cool Cat, Marvin the Martian, Michigan J. Frog, Gossamer
- June Foray – Granny, Heks Hazel
- Frank Welker – Hector the Bulldog, Pepé Le Pew, Bertie, Rocky
- Jim Cummings – Moo Goo-Guy Pan

## Prijzen
De serie werd meerder malen genomineerd voor een Emmy Award in de categorie “Special Class Animated Program”. De serie won een Annie Award in de categorie “stemacteur” voor June Foray in de rol van Granny.